# Clyde
 For alternative betydninger, se Clyde (flertydig). (Se også artikler, som begynder med Clyde)
Clyde er navnet på en flod, som strækker sig 176 km gennem Skotland. Det er den tredjestørste flod i Skotland og afvander et område på 4.000 km². Det er den niendelængste i Storbritannien.
Floden går igennem Glasgow og var en vigtig flod for skibsbygning og handel i det Britiske Imperium.
Clyde blev en vigtig flod ved begyndelsen af den industrielle revolution på grund af placeringen af Glasgow, der var en havn mod Amerika. Der begyndte at blive drevet tobaks- og bomuldshandel i det tidlige 18. århundrede. Clyde var imidlertid så lavvandet, at den ikke var sejlbar for de største oceangående skibe, og fragten skulle derfor overdrages på Greenock eller Port Glasgow til mindre skibe, der kunne sejle opstrøms ind til selve Glasgow.
Skibsbyggeriet på floden Clyde nåede sit højdepunkt året inden første verdenskrig. Det anslås, at 370 skibes blev færdiggjort på floden i 1913. Siden det første skibsværft, Scotts Shipbuilding and Engineering Company, blev grundlagt i 1712 i Greenock, er det anslået, at der er bygget mere end 25.000 skibe på Clyde og bifloder.